# Angaturama
Angaturama (лат., от тупи AHN-gah-too-RAH-ma — благородный, храбрый) — род динозавров-теропод из семейства спинозаврид (Spinosauridae), живших во времена нижнемеловой эпохи (альбский век) на территории современной Бразилии. Включает единственный вид — Angaturama limai.
В известняковом отложении был обнаружен фрагмент передней части черепа, а в феврале 1996 года опубликовано описание нового вида (авторства A. limai Alexander WA Kellner и Diogenes de A. Campos). Вид назван в честь Антуратуры, защитного духа в аборигенной индейской культуре тупи в Бразилии и палеонтолога Мурило Р. де Лима, которая сообщила Келлнеру об образце в 1991 году.
Позже исследование выявило 60 % полного скелета, позволяя изготовить реплику и собрать её для экспоната в Национальном музее Бразилии в Рио-де-Жанейро, принадлежащем федеральному университету. У Angaturama был диагностирован очень сильным боковым сжатием рыла и тонким сагиттальным гребнем (форма неизвестна) на вершине премаксилл. Вероятно, основу рациона составляла рыба. Тем не менее, окаменелость птерозавра обнаружена с внедрённым в нее зубом Ангатурамы, указывая на возможное хищничество.
Ангуртама изначально была описана как «первая оставшаяся часть черепа динозавра, описанная в Бразилии». Однако, поскольку статья, описывающая Ангатурума, появилась в прессе, был опубликован фрагмент черепа из черепа из Бразилии, купленный у незаконных торговцев ископаемыми, под названием Irritator. Многие палеонтологи подозревают, что Angaturama и Irritator — одни и те же динозавры, и в этом случае названию Irritator предпочтительнее.